# M6 Toll motorway
Der M6 Toll motorway (englisch für ‚Maut-Autobahn M6‘) ist die erste Autobahn in Großbritannien mit Mautpflicht und befindet sich in den Grafschaften Warwickshire, West Midlands und Staffordshire. Die Autobahn wurde zunächst für den lokalen Verkehr am 9. Dezember 2003 und einige Tage später generell eröffnet. Der M6 Toll umgeht Birmingham und Walsall im Osten bzw. Norden und ist auf dieser Strecke eine Alternative zum bereits vorhandenen M6. Er ist dazu gedacht, den Verkehr bei Wolverhampton zwischen dem M54 und dem M5 zu entzerren. Der M6, welcher in diesem Bereich für ca. 72.000 Fahrzeuge am Tag ausgelegt war, musste bis zur Einführung der Alternativstrecke ca. 180.000 Fahrzeuge am Tag bewältigen.

## Maut
Die Höhe der zu bezahlenden Maut richtet sich sowohl nach dem Wochentag als auch nach der Uhrzeit. Derzeit sind folgende Beträge zu entrichten:
| Fahrzeugklasse                  | Mo–Fr (07:00 – 19:00) | Mo–Fr (05:00 – 07:00, 19:00 – 23:00) | Sa–So (05:00 – 23:00) | Nacht (23:00 – 05:00) |
| Klasse 1 (z. B. Motorrad)       | £ 3.20                | £ 3.10                               | £ 3.10                | £ 2.10                |
| Klasse 2 (z. B. PKW)            | £ 6.70                | £ 6.60                               | £ 5.60                | £ 4.20                |
| Klasse 3 (z. B. PKW + Anhänger) | £ 10.30               | £ 10.20                              | £ 8.90                | £ 6.80                |
| Klasse 4 (z. B. Van oder Bus)   | £ 11.80               | £ 11.60                              | £ 10.10               | £ 9.00                |
| Klasse 5 (z. B. LKW)            | £ 12.00               | £ 11.90                              | £ 10.30               | £ 9.10                |
|                                 |                       |                                      |                       |                       |

Die Fahrzeuge werden automatisch anhand von Sensoren, welche Höhe, Breite, Länge und Anzahl der Achsen messen, in die verschiedenen Klassen eingeteilt. Bezahlt werden kann an Automaten, die Münzen oder Kreditkarten annehmen, an einem Schalter mit Bedienung oder im Voraus per Abonnement. Die Abonnenten erhalten ein kleines Gerät, welches hinter die Frontscheibe gelegt wird, an der Bezahlstation mit der dortigen Elektronik kommuniziert und die Schranke öffnet (ähnlich der französischen Télépéage). An der Zufahrt zu den verschiedenen Spuren wird angezeigt, welche Bezahlmöglichkeiten jeweils zur Verfügung stehen.